# Jalozai
Jalozai (Alternativschreibungen: Jailozai, Jallozai) ist eine Stadt etwa 30 km südöstlich von Peschawar im Distrikt Nowshera in der pakistanischen Provinz Khyber Pakhtunkhwa.
Die Region war betroffen durch das Erdbeben in Kaschmir 2005.

## Flüchtlingslager
Nahe dem Dorf Jalozai wurde in den 1980er Jahren wegen des Sowjetisch-Afghanischen Krieges ein Flüchtlingslager errichtet, zunächst vom UNHCR, dann zunehmend von verschiedenen Widerstandsorganisationen mit finanzieller Unterstützung aus arabischen Ländern. Der Spitzenwert an untergebrachten Flüchtlingen in dieser Zeit betrug 70.000 Personen.
Ende der 1990er Jahre wurde es wegen der Talibanherrschaft und der Dürre in Afghanistan wieder als Neu-Jalozai eröffnet. Die Zustände in dem mit 80.000 Flüchtlingen überfüllten Lager wurden im Sommer 2001 als erbärmlich beschrieben: Oft lebten die Flüchtlinge unter offenem Himmel ohne Zelt, ohne Zugang zu sauberen Wasser und mit Latrinen, die bei Regen für eine Überflutung des Lagers mit Fäkalien sorgten. Ärzte ohne Grenzen waren die einzige NGO, die im Lager tätig war.
Das UNHCR siedelte 2001 etwa 50.000 Flüchtlinge nach Shamshatoo um und wollte am 12. Februar 2002 das Flüchtlingslager Jalozai schließen. 2005 waren in Jalozai 119.964 Afghanen in 24.201 Familien und Ende 2007 noch über 100.000. Die endgültige Schließung wurde auf das Frühjahr 2008 verschoben.
Das Flüchtlingslager blieb (trotz eines generellen pakistanischen Einreisestopps für Afghanen, Abschiebungen und Beendigung der Duldung ihres Aufenthaltsstatus als Flüchtlinge ab 2012) auch ein Unterschlupf für militante Kräfte. 2014 wurde das Lager auch angegriffen. Inmitten der Corona-Pandemie im Juli 2020 beschloss der Chief Minister von Khyber Pakhtunkhwa, Jalozai zu einer Sonderwirtschaftszone zu erklären, um dort angesichts der großen Zahl an freien Arbeitskräften (es waren noch etwa 100.000 Flüchtlinge verblieben) für wirtschaftlichen Aufschwung zu sorgen. Die Einrichtung eines Kraftwerks und einer Wohnbaugesellschaft wurden beschlossen; Einwohner sollten zudem Zugang zu Bildungs- und Gesundheitseinrichtungen erhalten.